# 7!!
A 7!! (セブンウップス; seven oops) négy tagú japán pop-rock együttes, melyet 2004 decemberében alapítottak Okinaván. 2011-ben szerződtek le az Epic Records kiadóval.

## Az együttes tagjai
- Michiru (みちる; 1987. október 8. –?) - gitár
- Nanae (ななえ; 1988. március 15. –?) - ének
- Maiko (まいこ; 1988. március 15. –?) - dobok
- Keita (けいた; 1988. január 7. –?) - basszusgitár

## Történet
Az együttest 2004 decemberében alapította négy okinavai másodéves középiskolás. 2005-ben elnyerték a Mitsuya Cider CM Song Audition versenyt, és a Sun Light című szerzeményük az üdítőital egyik reklámjában csendülhetett fel. A dalt 2005. november 11-én jelentette meg egy független kiadó.
2010 őszén megtartották első országos koncertkörútjukat Kaiszen-szan szen: Daiicsimaku néven. 2011 áprilisában megjelent a nagykiadós bemutatkozó kislemezük, a Falling Love az Epic Records gondozásában. A dal a Kókó Debut című film betétdalaként is hallható volt. Második kislemezük Lovers címmel jelent meg, és a Naruto sippúden animesorozat kilencedik nyitófőcím-dalául választottak.

## Diszkográfia

### Stúdióalbumok
| Cím             | Megjelenés          | Oricon |
| --------------- | ------------------- | ------ |
| Doki doki       | 2013. március 6.    | 20     |
| Start Line      | 2014. augusztus 13. | 20     |
| Szecuna Emotion | 2017. február 8.    | 26     |
| Songs for…      | 2018. november 7.   | 63     |

### Válogatásalbumok
| Cím              | Megjelenés       | Oricon |
| ---------------- | ---------------- | ------ |
| Anipps           | 2016. március 9. | 55     |
| All Singles Best | 2017. október 4. | 26     |

### Kislemezek
| Cím                               | Megjelenés           | Oricon |
| --------------------------------- | -------------------- | ------ |
| Sun Light                         | 2005. november 11.   | —      |
| Falling Love                      | 2011. április 13.    | 52     |
| Lovers                            | 2011. június 29.     | 26     |
| Bye Bye                           | 2011. november 2.    | 33     |
| Sweet Drive                       | 2012. augusztus 22.  | 120    |
| Szajonara Memory                  | 2013. február 20.    | 61     |
| ReRe Hello (ovareszó ni nai bacu) | 2013. augusztus 14.  | 31     |
| Kono hiroi szora no sita de       | 2014. január 15.     | 39     |
| Melody Maker                      | 2014. május 21.      | 54     |
| Start Line                        | 2014. július 30.     | 58     |
| Orange                            | 2015. február 11.    | 19     |
| Centimeter                        | 2015. október 21.    | 36     |
| Fly/Szekai vo mavasze!!           | 2016. augusztus 24.  | 80     |
| Kimi ga iru nara                  | 2016. november 23.   | 59     |
| Smile + Loop                      | 2018. szeptember 20. | —      |

## Megjelenésük a médiában
| Dal                         | Megjelenés |
| --------------------------- | --- |
| Sun Light                   | Az Asahi Soft Drinks Mitsuya Ciderének egyik reklámjának főcímdala (csak Okinaván)                                                  |
| Falling Love                | A Kókó Debut című film főcímdala |
| Lovers                      | A Naruto sippúden animesorozat nyitófőcím dala                                                                                      |
| Primitive Power             | A Naruto: Sónen-hen animesorozat nyitófőcím dala                                                                                    |
| Bye Bye                     | A Kimi to boku animesorozat nyitófőcím dala                                                                                         |
| Ai no kotoba                | A TBS Nacu Sacas: Egao no tobira elnevezésű rendezvényének betétdala                                                                |
| Sweet Drive                 | Az FMQ League Power Play dala |
| Nidzsiiro                   | Az Asahi Breweries Fukuoka SoftBank Hawks Óen Projectjének dala Az FCI FCI Morning Eye televíziós sorozatának témazenéje            |
| Szajonara Memory            | A Naruto sippúden animesorozat nyitófőcím-dala Az MBS Rokemicu: Roke×Roke×Roke televíziós sorozatának 2013. februári zárófőcím dala |
| Jowamusi-szan               | A Kjó, koi va hadzsimemaszu című film főcímdala                                                                                     |
| Kono hiroi szora no sita de | Az MBS Rokemicu: The World televíziós sorozatának 2014. januári zárófőcím dala                                                      |
| Melody Maker                | A TVK Saku Saku című televíziós sorozatának 2014-es nyitófőcím dala                                                                 |
| My Darling                  | A Shinagawa Prince Hotel Epson Shinagawa Aqua Stadiumjának 2014-es kampánydala                                                      |
| Start Line                  | A Kindaicsi sónen no dzsikenbo R animesorozat zárófőcím dala                                                                        |
| Orange                      | A Sigacu va kimi no uszo animesorozat zárófőcím dala                                                                                |
| Szekai vo mavasze!!         | A saku saku varietéműsor 2015 októberi zárófőcím dala                                                                               |
| Kimi ga iru nara            | A Júsa josihiko to micsibika resi nana-ri doramasorozat zárófőcím dala A CBC Radio 2016 novemberi dala                              |
| Yes or No                   | Az okinavai világörökségi helyszínek „5jo” elnevezésű éljenző szereplőjének témazenéje                                              |